# جولی کی. اسمیت
جولی کی. اسمیت (انگلیسی: Julie K. Smith؛ زاده ۱۸ اوت ۱۹۶۷) بازیگر پورنوگرافی آلمانی است.